# Euophrys
Euophrys es un género de arañas saltarinas de la familia Salticidae.

## Especies
- Euophrys a-notata
- Euophrys acripes
- Euophrys alabardata
- Euophrys albimana
- Euophrys albopalpalis
- Euophrys albopatella
- Euophrys altera
- Euophrys alticola
- Euophrys arenaria
- Euophrys astuta
- Euophrys auricolor
- Euophrys baliola
- Euophrys banksi
- Euophrys bifida
- Euophrys bifoveolata
- Euophrys bryophila
- Euophrys bulbus
- Euophrys canariensis
- Euophrys capicola
- Euophrys catherinae
- Euophrys cochlea
- Euophrys concolorata
- Euophrys convergentis
- Euophrys cooki
- Euophrys crux
- Euophrys declivis
- Euophrys dhaulagirica
- Euophrys difficilis
- Euophrys elizabethae
- Euophrys evae
- Euophrys everestensis
- Euophrys falciger
- Euophrys ferrumequinum
- Euophrys flavoatra
- Euophrys frontalis
- Euophrys fucata
- Euophrys gambosa
- Euophrys gracilis
- Euophrys granulata
- Euophrys griswoldi
- Euophrys heliophaniformis
- Euophrys herbigrada
- Euophrys infausta
- Euophrys innotata
- Euophrys jirica
- Euophrys kataokai
- Euophrys kawkaban
- Euophrys kirghizica
- Euophrys kittenbergeri
- Euophrys kororensis
- Euophrys laetata
- Euophrys leipoldti
- Euophrys leucopalpis
- Euophrys leucostigma
- Euophrys limpopo
- Euophrys littoralis
- Euophrys longyangensis
- Euophrys lunata
- Euophrys luteolineata
- Euophrys manicata
- Euophrys mapuche
- Euophrys marmarica
- Euophrys maseruensis
- Euophrys maura
- Euophrys megastyla
- Euophrys melanoleuca
- Euophrys menemerella
- Euophrys meridionalis
- Euophrys minuta
- Euophrys miranda
- Euophrys monadnock
- Euophrys mottli
- Euophrys namulinensis
- Euophrys nana
- Euophrys nanchonensis
- Euophrys nangqianensis
- Euophrys nepalica
- Euophrys newtoni
- Euophrys nigrescens
- Euophrys nigripalpis
- Euophrys nigritarsis
- Euophrys nigromaculata
- Euophrys omnisuperstes
- Euophrys patagonica
- Euophrys patellaris
- Euophrys pehuenche
- Euophrys pelzelni
- Euophrys peruviana
- Euophrys petrensis
- Euophrys pexa
- Euophrys poloi
- Euophrys proszynskii
- Euophrys pseudogambosa
- Euophrys pulchella
- Euophrys purcelli
- Euophrys quadricolor
- Euophrys quadripunctata
- Euophrys rapida
- Euophrys recta
- Euophrys robusta
- Euophrys rosenhaueri
- Euophrys rubroclypea
- Euophrys rufa
- Euophrys rufibarbis
- Euophrys rufimana
- Euophrys rusticana
- Euophrys sanctimatei
- Euophrys sedula
- Euophrys semirufa
- Euophrys sima
- Euophrys sinapicolor
- Euophrys striolata
- Euophrys subtilis
- Euophrys sulphurea
- Euophrys talassica
- Euophrys tengchongensis
- Euophrys terrestris
- Euophrys testaceozonata
- Euophrys turkmenica
- Euophrys uphami
- Euophrys uralensis
- Euophrys valens
- Euophrys vestita
- Euophrys wanyan
- Euophrys wenxianensis
- Euophrys ysobolii
- Euophrys yulungensis